# Wąwóz Burowski
Wąwóz Burowski – lessowy wąwóz o długości ok. 700 m na Garbie Tenczyńskim na terenie Tenczyńskiego Parku Krajobrazowego. Po względem administracyjnym stanowi część wsi Burów w województwie małopolskim w powiecie krakowskim, w gminie Zabierzów.
Państwowy rejestr nazw geograficznych jako nazwę niestandaryzowaną obiektu podaje Wąwóz Burowski, wymieniając nazwę oboczną Doły.
W latach 1958–1972 w Wąwozie Burowskim organizowano corocznie jesienne zloty Krakowskiego Klubu Kolarskiego PTTK. W 2014 wąwozem poprowadzono okrężny, zielony szlak spacerowy.